# Myrmecodia alata
Myrmecodia alata är en måreväxtart som beskrevs av Odoardo Beccari. Myrmecodia alata ingår i släktet Myrmecodia och familjen måreväxter. Inga underarter finns listade i Catalogue of Life.